# Arden Myrin

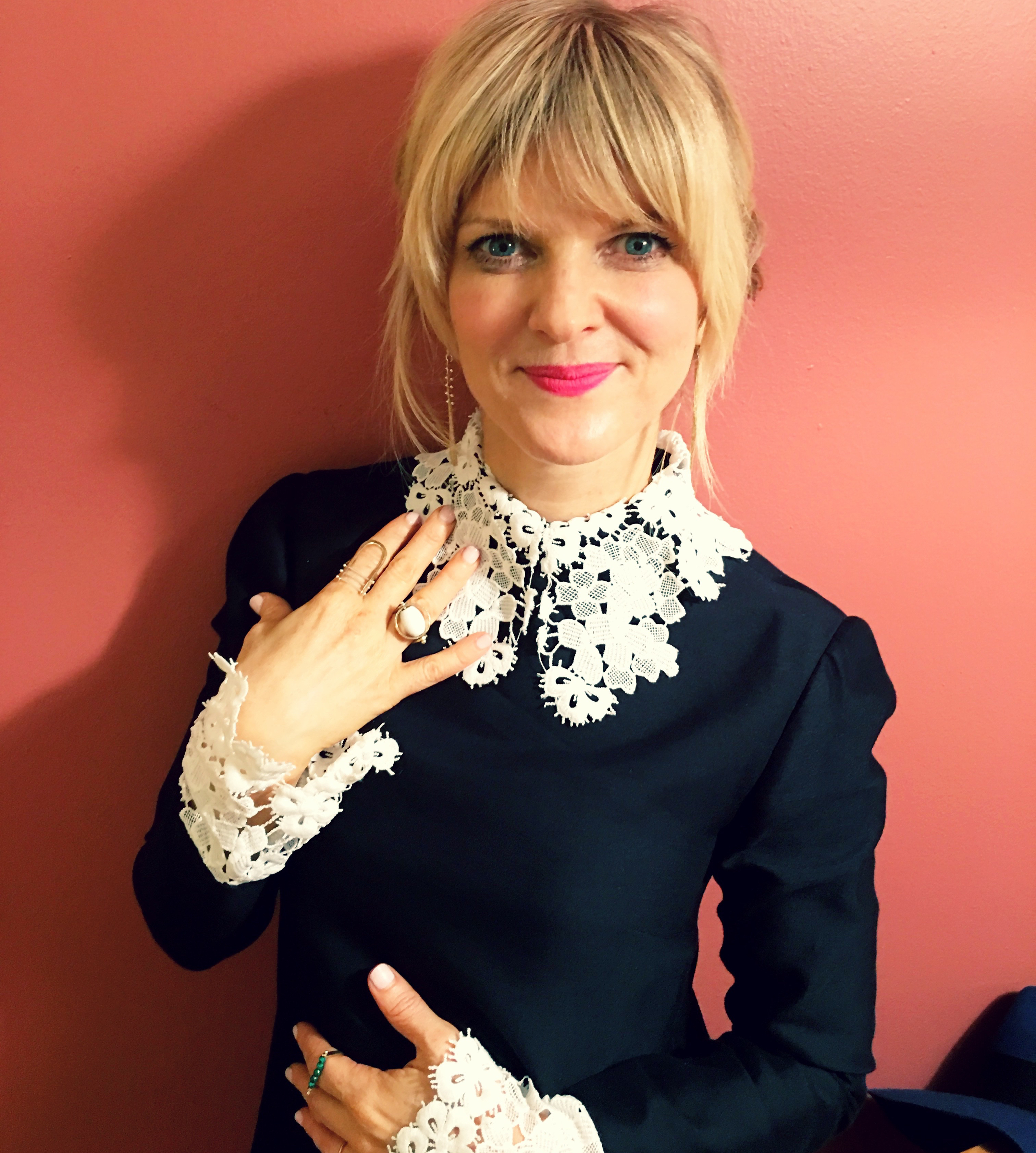
Arden Myrin (2016)

Arden Myrin (* 10. Dezember 1973 in Little Compton, Rhode Island) ist eine US-amerikanische Schauspielerin und Comedian.

## Leben und Karriere
Am 30. Dezember 2007 heiratete Myrin Dan Martin, den sie 2001 in Los Angeles in einem Comedy Club getroffen hatte.
Ihr Schauspieldebüt hatte sie 1996 in einer Nebenrolle als Daphne in dem Fernsehfilm The Royale. Anschließend stand sie 1997 neben Alexis Arquette und Guillermo Díaz in der Filmkomödie I Think I Do vor der Kamera. Danach sah man sie als Studentin in den Filmen In & Out und Harry außer sich. In 39 Folgen der Fernsehserie Die lieben Kollegen mimte sie den Charakter Abby. In der Filmkomödie Was Frauen wollen mit Mel Gibson in der Hauptrolle, spielte sie die Assistentin von Helen Hunts Rolle. Im Jahr 2002 erhielt sie die Rolle der Lucy in dem Filmdrama Highway neben Jared Leto, Jake Gyllenhaal, Selma Blair und John C. McGinley. In der Familienkomödie Verrückte Weihnachten aus dem Jahr 2004, ist sie in einer kleinen Rolle als Daisy zu sehen. In der US-amerikanisch-deutschen Koproduktion Kinsey – Die Wahrheit über Sex war sie als Emily zu sehen. Liam Neeson ist dabei als Alfred Kinsey in der Hauptrolle zu sehen und seine Frau wird dabei durch Laura Linney verkörpert. Von 2005 bis 2009 spielte sie in 76 Folgen in der Fernsehserie MADtv verschiedene Charaktere. Es folgten Gastauftritte in Modern Men, Gilmore Girls, Royal Pains, Psych, Hung – Um Längen besser und Hot in Cleveland. In der Filmkomödie Evan Allmächtig spielte sie eine Mitarbeiterin von Steve Carells Charakter. Im Jahr 2012 spielte sie in der Komödie Die Hochzeit unserer dicksten Freundin neben Kirsten Dunst und Rebel Wilson eine Nebenrolle.

## Filmografie (Auswahl)
- 1996: The Royale
- 1997: I Think I Do
- 1997–1999: Die lieben Kollegen (Working, Fernsehserie, 39 Folgen)
- 1997: In & Out
- 1997: Harry außer sich (Deconstructing Harry)
- 1999: Just Shoot Me – Redaktion durchgeknipst (Just Shoot Me!, Folge 4x06 Hello Goodbye)
- 2000: Was Frauen wollen (What Women Want)
- 2000: Nikki (Fernsehserie, Folge 1x07 The Ex Factor)
- 2001: Friends (Fernsehserie, Folge 8x07 Ein Fleck mit Folgen)
- 2001: Bubble Boy
- 2002: Auto Focus
- 2002: Highway
- 2003: Soul Mates (Kurzfilm)
- 2003: Farm Sluts (Kurzfilm)
- 2004: Verrückte Weihnachten (Christmas with the Kranks)
- 2004: Kinsey – Die Wahrheit über Sex (Kinsey)
- 2004: Whistlin’ Dixie (Kurzfilm)
- 2004: Reno 911! (Fernsehserie, Folge 2x04 Dangle's Wife Visits)
- 2005–2009: MADtv (Fernsehserie, 76 Folgen)
- 2006: Modern Men (Fernsehserie, Folge 1x02 Einfach Schluss machen)
- 2006: Gilmore Girls (Fernsehserie, Folge 6x16 Bridesmaids Revisited)
- 2007: Evan Allmächtig (Evan Almighty)
- 2008: The Lucky Ones
- 2009: Royal Pains (Fernsehserie, Folge 1x06 Die Bar Mitzwau)
- 2010: Morning Glory
- 2010: A Little Help
- 2011/2013: Psych (Fernsehserie, Folge 6x09 Neil Simon’s Lover’s Retreat, Folge 7x01 Santabarbaratown 2)
- 2011: Hung – Um Längen besser (Hung, Fernsehserie, Folge 3x01 Don’t Give Up on Detroit or Hung Like a Horse)
- 2011: Hot in Cleveland (Fernsehserie, Folge 2x07 Lügen, Sex und Hundehaare)
- 2011–2012: Suburgatory (Fernsehserie, vier Folgen)
- 2012: Die Hochzeit unserer dicksten Freundin (Bachelorette)
- 2012: Wrong
- 2013: Wrong Cops
- 2015: 2 Broke Girls (Fernsehserie, Folge 5x02 And the Gym and Juice)
- 2016: Shameless (Fernsehserie, 5 Folgen)
- 2018–2019: Insatiable (Fernsehserie, 16 Folgen)
- 2019: Satanic Panic
- 2022: Zum Mars oder zu Dir? (Space Oddity)
- 2023: Onyx the Fortuitous and the Talisman of Souls
- 2023: A Snowy Day in Oakland
- 2023: The Marvelous Mrs. Maisel (Fernsehserie, 2 Folgen)
- 2023: Step Aside
- 2024: Almost Popular
- 2025: The Threesome